# Kaiser Darrin
Pour les articles homonymes, voir Kaiser.
La Kaiser Darrin ou Kaiser Darrin DKF Type 161 est une voiture de sport GT du constructeur automobile américain Kaiser Motors, présentée au salon de l'automobile de Los Angeles de 1952, et commercialisée à 435 exemplaires entre 1953 et 1955,.  

## Histoire
Ce modèle est conçu par le designer-industriel Howard "Dutch" Darrin à la demande d'Henry John Kaiser de Kaiser Motors, inspiré entre autres des Packard Clipper Darrin coupé cabriolet de 1941, avec une des premières carrosseries légères en fibre de verre antirouille de l’industrie automobile, et des portières innovantes coulissant dans les ailes avant,.

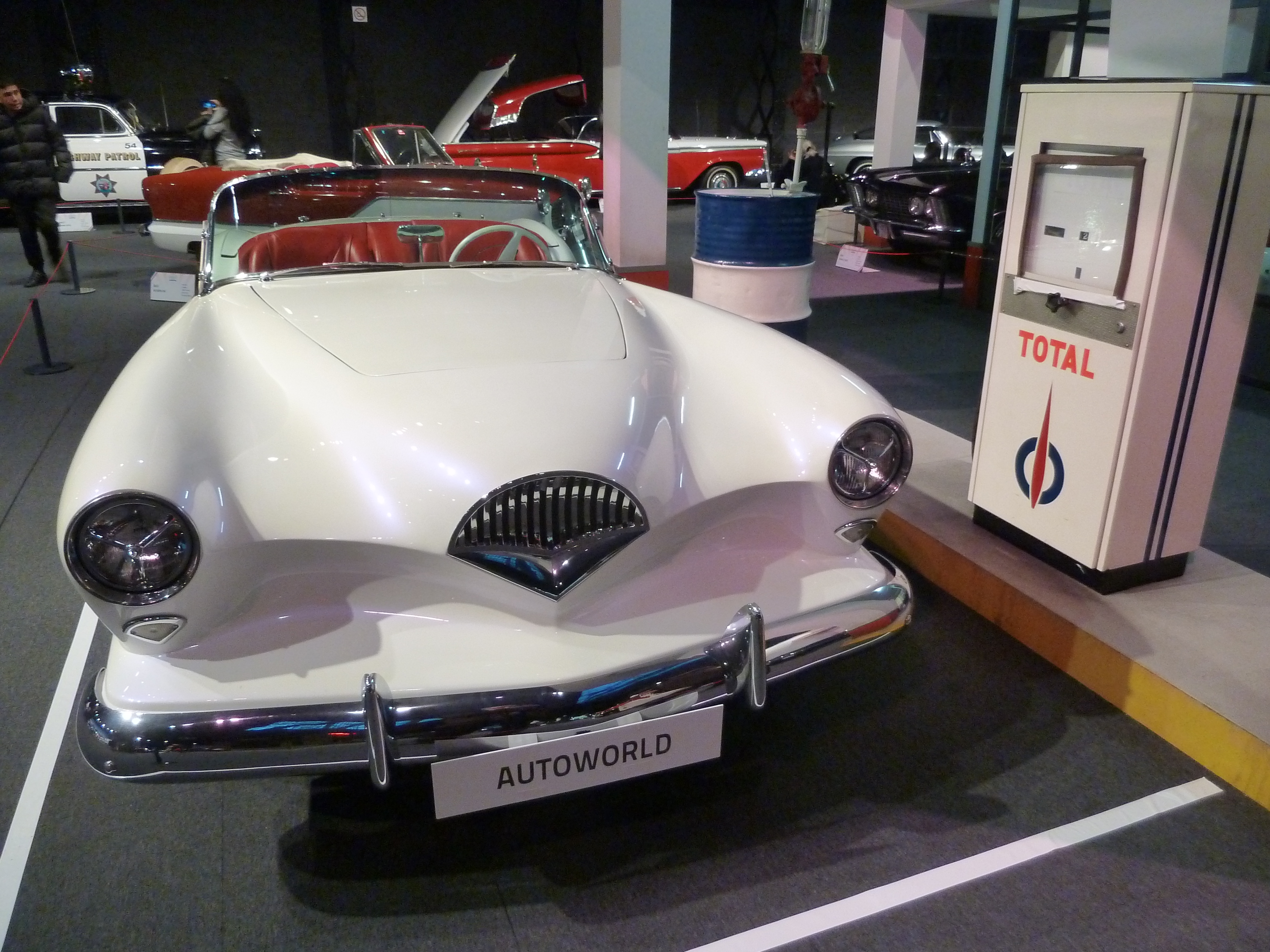
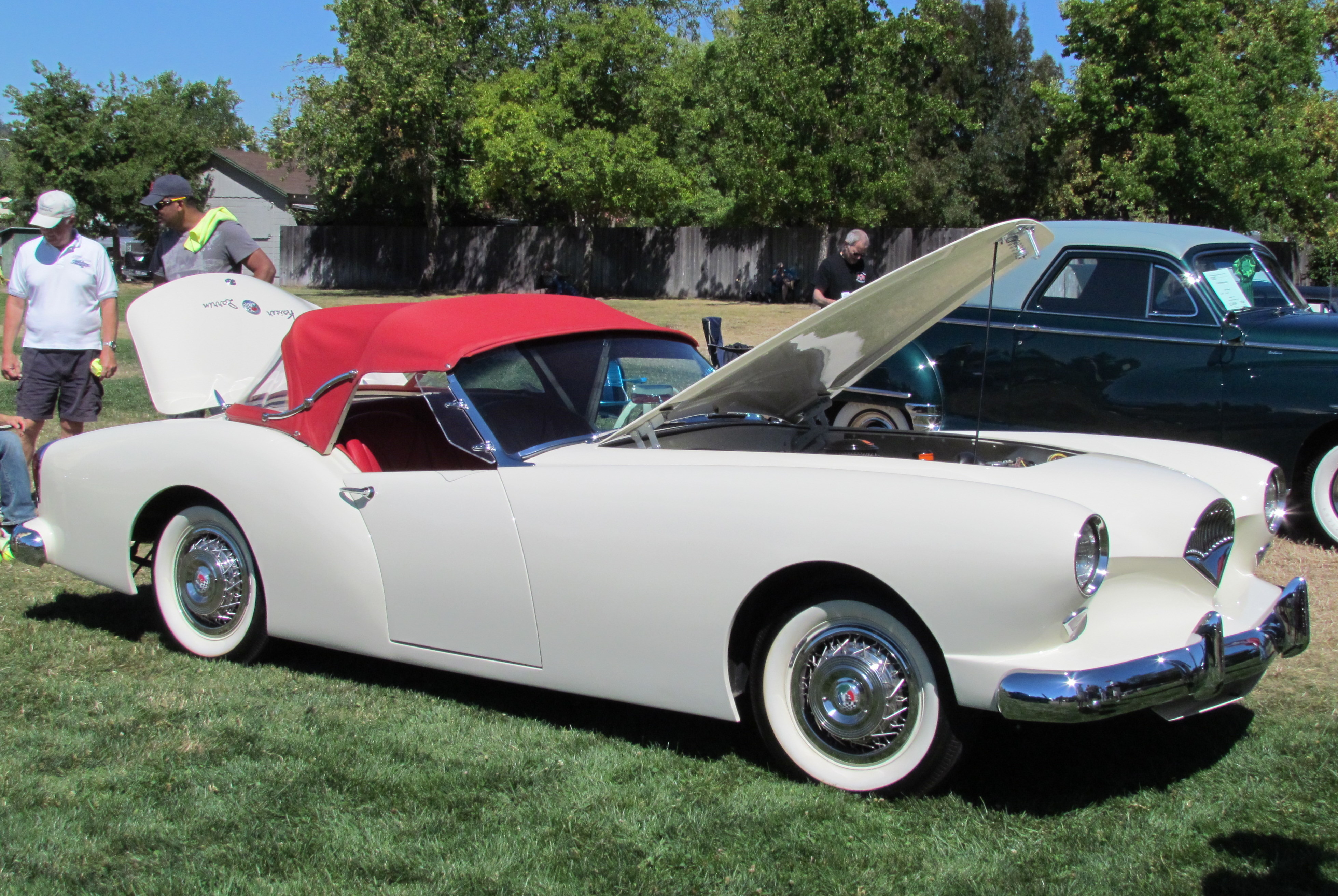
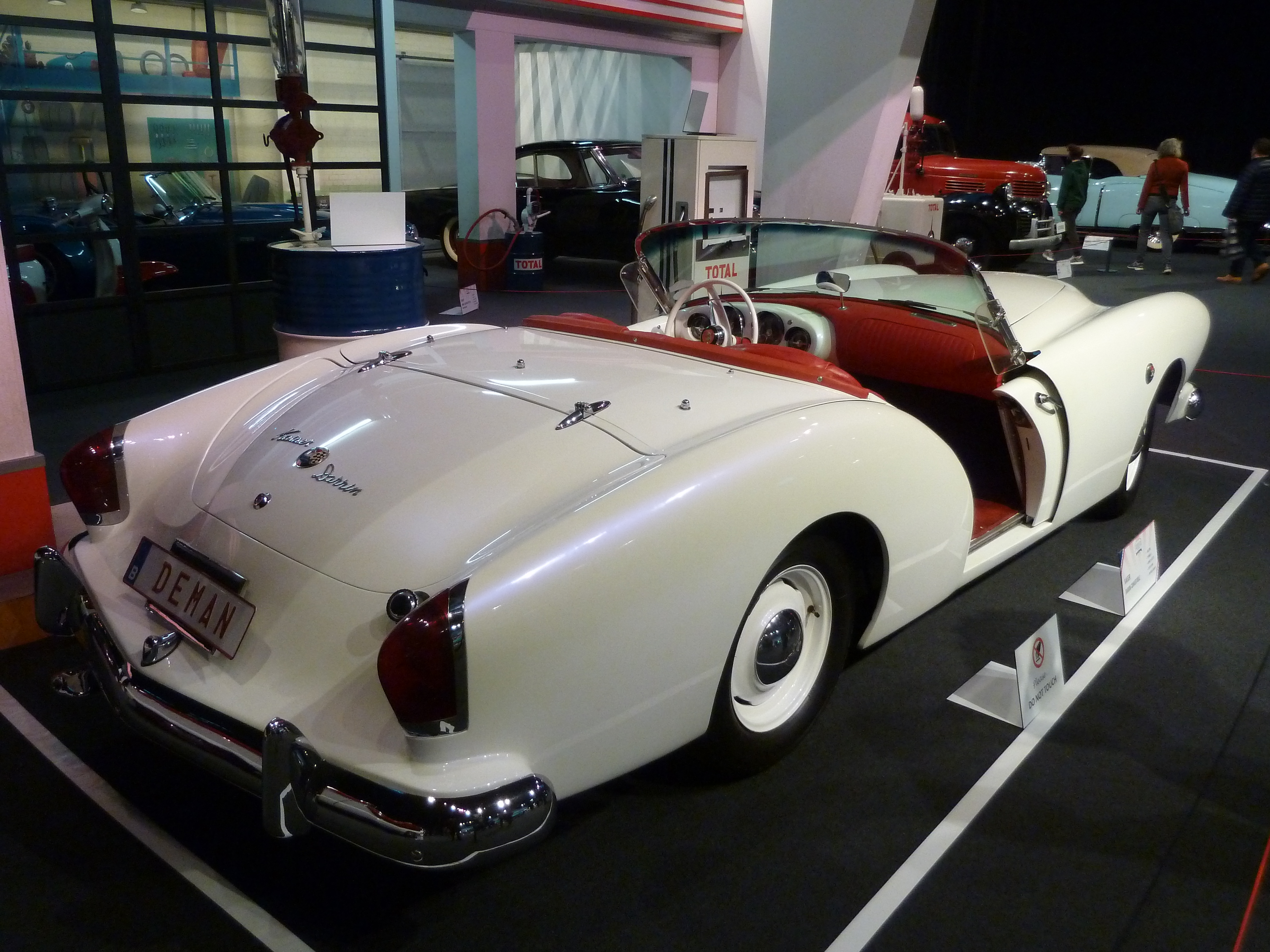

Elle est motorisée par un moteur 6 cylindres en ligne Willys Hurricane de Willys-Overland, de 2,6 L pour 90 ch et 153 km/h de vitesse de pointe (avec des versions suralimentés de 135 ch). La conception et industrialisation d'un moteur V8 Kaiser est abandonnée faute de financement. 

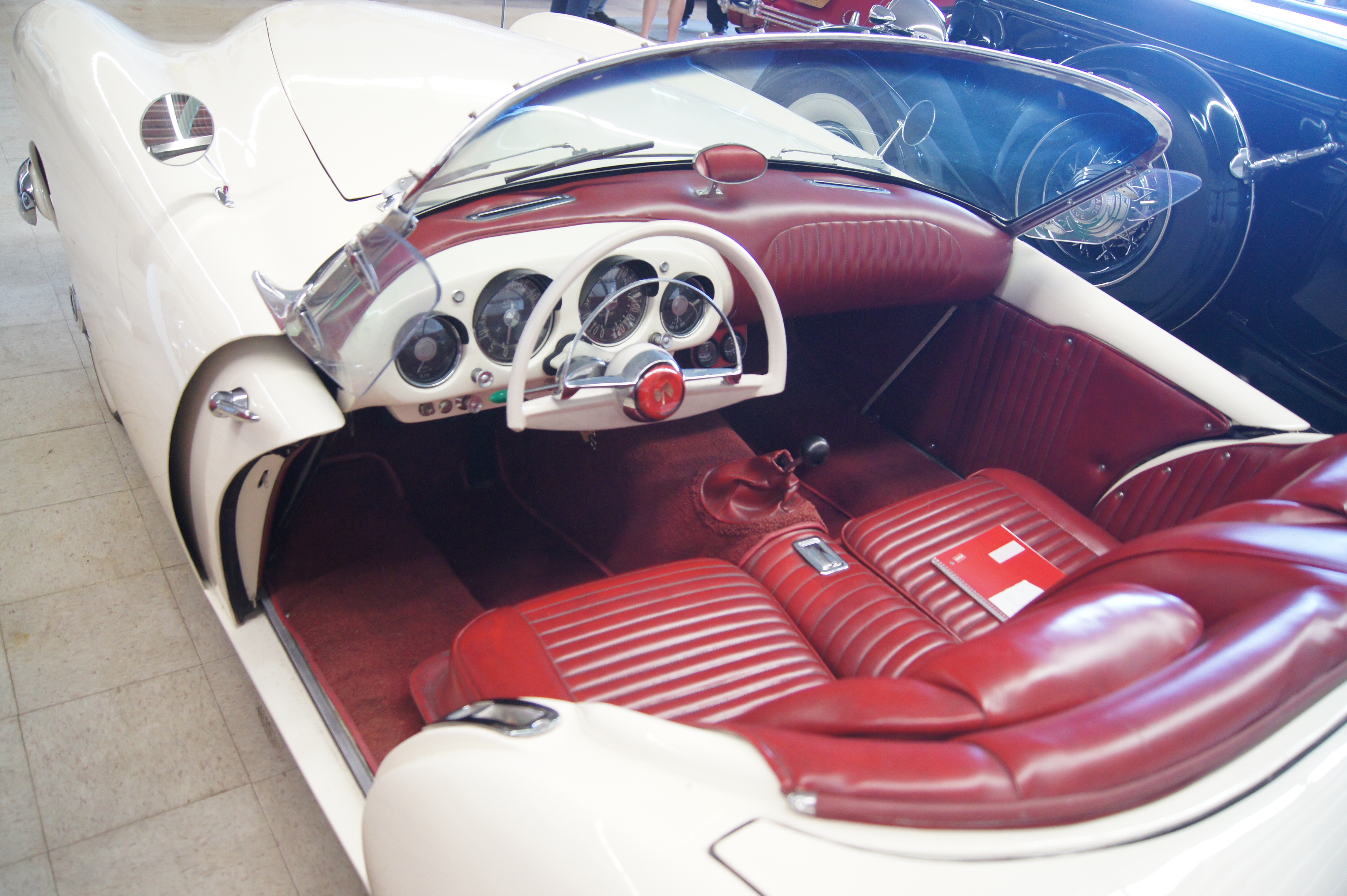
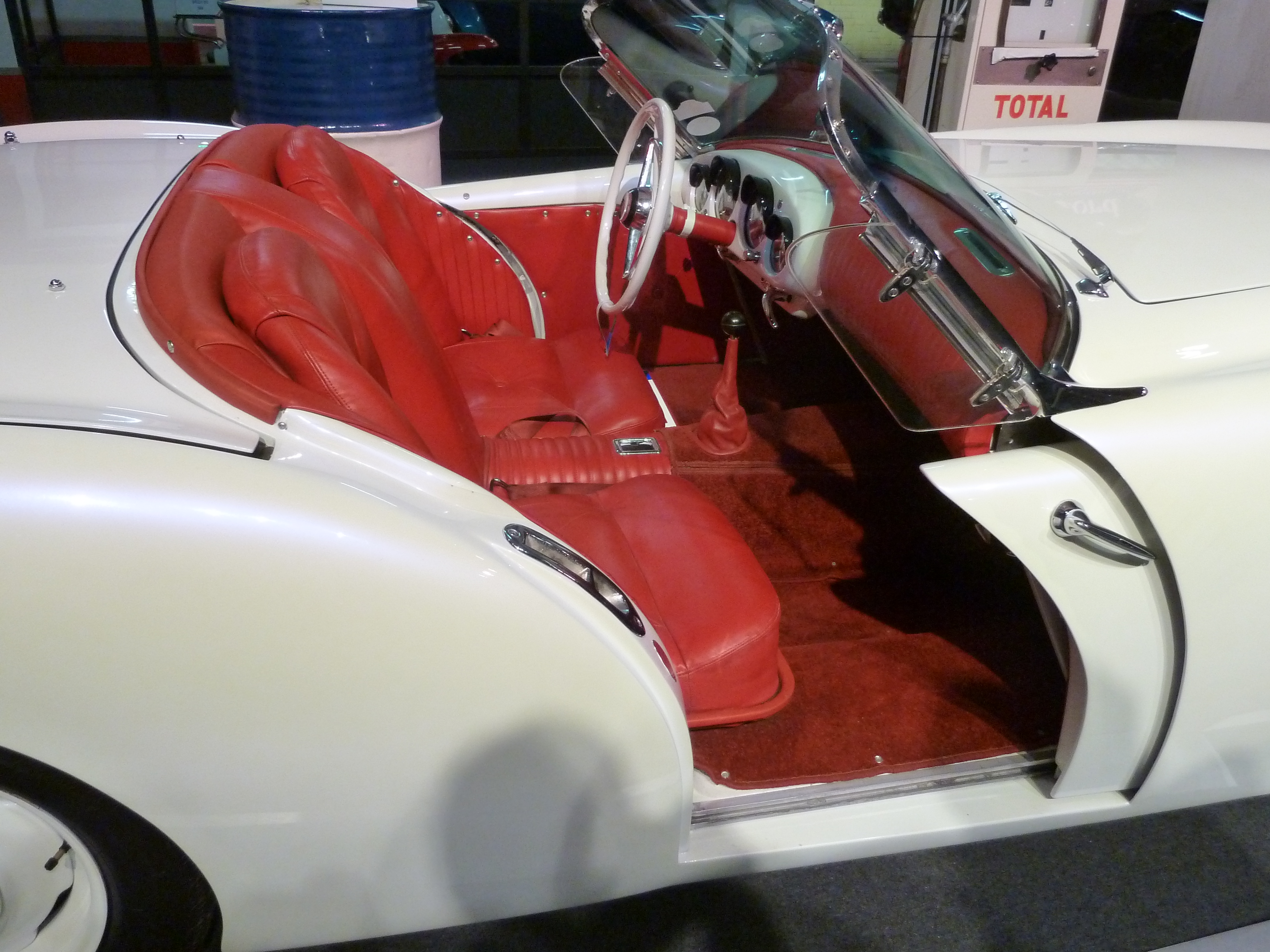

Henry John Kaiser commercialise ce modèle en 1953, en fusionnant son industrie Kaiser Motors avec Willys-Overland. Howard Darrin— qui a abandonné le projet à la suite de difficultés diverses de conception — commercialise alors indépendamment une centaine d'exemplaires invendus, dont quelques uns avec des moteurs V8 de 270 ch à 325 ch de Cadillac Eldorado, pour des vitesses de 225 km/h,. 
Ce modèle ambitionne de concurrencer les voitures de sport GT des Big Three américaines de l'époque : Chevrolet Corvette C1 de General Motors, Ford Thunderbird, Dodge Woodill Wildfire..., et européennes Nash-Healey, Delahaye type 235, Maserati A6G, Lancia Aurelia, Jaguar XK140 , Aston Martin DB2/4, Porsche 356, BMW 507, Mercedes-Benz 190 SL, et Mercedes-Benz 300 SL. Mais les difficultés de mise au point, le manque de puissance moteur, et le prix élevé de 3668 $ face à la concurrence (contre 3523 $ pour une Chevrolet Corvette C1, vendue à près de 70 000 exemplaires) participent à son échec commercial.

## Anecdote
La Renault Floride et Caravelle française de 1958 est inspirée de ce genre de voiture américaine. 